# Russische gemeenschap in België
Sinds de 19de eeuw telt België een aanzienlijk aantal Russische inwoners of inwoners met een Russische origine of achtergrond, die men algemeen kan betitelen als de Russische gemeenschap in België. Ze vormen geen homogene gemeenschap maar verdelen zich in religieuze, politieke of andere vormen van gemeenschap.

## Geschiedenis
De migratie van Rusland naar België begon, parallel met de commerciële banden tussen de twee landen, te groeien aan het einde van de 19de eeuw. In 1910 waren er al ongeveer 7500 Russen in het land, waaronder veel studenten aan de Belgische universiteiten.
Na de Russische Revolutie bestond de gemeenschap hoofdzakelijk uit militairen. Voormalige officieren uit het tsaristische leger onderhielden banden met Belgische anticommunistische organisaties. In 1937 waren er ongeveer 8000 Russen in België, hoofdzakelijk in Brussel en het Franstalige gedeelte van het land. België was het enige land waarvan de Russische migrantengemeenschap toenam tijdens de jaren dertig.

## Aantal
Omdat België geen statistieken over etniciteit bijhoudt, is het aantal Russen in België niet precies gekend. Dit probleem wordt verergerd door de verschillende definities van "Rus". Niet alle mensen met een Russische identiteitskaart zijn etnische Russen. Zij kunnen ook een lid zijn van een van de talrijke minderheden in het land, zoals de Tataren, Oekraïners, Wit-Russen of Mansen. Verder wonen ook buiten Rusland, vooral in landen van de ex-Sovjet-Unie, veel etnische Russen. Daarenboven leven in en buiten Rusland veel Russischtaligen die zich niet als etnische Russen beschouwen, zo bijvoorbeeld veel Oekraïners.
In 2017 verbleven volgens Statbel 12.259 Russische buitenlanders, d.w.z. mensen met de Russische nationaliteit en zonder de Belgische, in België. (Mensen met meerdere nationaliteiten, waaronder de Belgische, worden door de overheid als Belg geteld.) Hiervan woonde de meerderheid, 7.190 mensen (59%), in Vlaanderen. Daarnaast woonden 3.103 (25%) in Wallonië en 1.234 (10%) in Brussel. Dit geeft echter niet aan hoeveel mensen uit Rusland naar België gemigreerd zijn. Er wonen immers ook veel mensen in België die met de Russische nationaliteit geboren zijn, maar intussen de Belgische aangenomen hebben. Tussen 2008 en 2016 lieten zich bijvoorbeeld 12.182 Russische burgers tot Belg naturaliseren. Zij vormden hiermee de vierde grootste nationaliteitsgroep onder de naturalisaties in die periode. Hun verdeling is analoog aan die van de Russische buitenlanders:  7.681 (63%) lieten zich in Vlaanderen naturaliseren, 3.573 (29%) in Wallonië en 928 (8%) in Brussel.
Zelfs als genaturaliseerde inwoners meegerekend worden, heeft men echter nog steeds geen beeld van het aantal Russischtaligen, of etnische Russen. Het totaal aantal Russischtaligen in België werd in 2012 door de Russische ambassade op 70.000 en door het Russisch Huis, een vereniging met als doel de opwaardering en integratie van de Russischtalige gemeenschap in België, op 100.000 geschat.

## Politiek
| Kandidaat   | Stemmen | %    | Brussel | %    | Antwerpen | %    |
| ----------- | ------- | ---- | ------- | ---- | --------- | ---- |
| Poetin      | 817     | 48,6 | 576     | 46,6 | 241       | 54,4 |
| Prochorov   | 526     | 31,3 | 408     | 33,0 | 118       | 26,6 |
| Zjoeganov   | 197     | 11,7 | 147     | 11,9 | 50        | 11,3 |
| Mironov     | 74      | 4,4  | 54      | 4,4  | 20        | 4,5  |
| Zjirinovski | 66      | 3,9  | 52      | 4,2  | 14        | 2,5  |
| totaal      | 1680    |      | 1237    |      | 443       |      |

Mensen met een Russische identiteitskaart (dus niet zij die de Belgische nationaliteit hebben aangenomen) kunnen stemmen voor de presidentsverkiezingen in Rusland. Voor de Russen in België werden dus in 2012 kiesbureaus geopend in de Russische ambassade in Brussel en in het consulaat-generaal in Antwerpen. Volgens de Russische ambassade werden 1703 stemmen uitgebracht (1252 in Brussel, 451 in Antwerpen) waarvan 1680 geldig erkend werden (1237 in Brussel, 443 in Antwerpen). De stemverdeling (van de geldige stemmen) was als volgt: 817 (48,6%) voor Vladimir Poetin, 526 (31,3%) voor Michail Prochorov, 197 (11,7%) voor Gennadi Zjoeganov (UPC-CPSU - communistische partij), 74 (4,4%) voor Sergej Mironov (Rechtvaardig Rusland - sociaaldemocraten) en 66 (3,9%) voor Vladimir Zjirinovski (LDPR - extreemrechts).
Het is ook moeilijk om een tendens bij de verkiezingen op te merken. Russen in België lijken echter minder conservatief dan hun landgenoten in Rusland. Daar was de verdeling als volgt: 63,7% voor Poetin, 17,2% voor Zjoeganov, 7,9% voor Prochorov, 6,2% voor Zjirinovski en 3,9% voor Mironov.